# Stefanie Frisch
Stefanie Frisch ist eine deutsche Fremdsprachendidaktikerin (Fachdidaktik Englisch). Sie ist Professorin für die Didaktik des Englischen an der Johann Wolfgang Goethe-Universität Frankfurt am Main.

## Biografie
Stefanie Frisch studierte von 2000 bis 2004 Englisch und Deutsch auf Lehramt an der PH Heidelberg sowie der University of Northumbria in Newcastle-upon-Tyne und absolvierte 2004 bis 2006 einen Master in Teaching English as a Foreign Language an der PH Heidelberg. Sie absolvierte die zweite Phase der Lehrkräftebildung von 2006 bis 2007 am Seminars für Ausbildung und Fortbildung der Lehrkräfte in Bad Mergentheim. 2007 wurde sie an der Universität Wuppertal promoviert. Für ihre Doktorarbeit erhielt sie in 2015 einen H.-E.-PIEPHO-Preis. Von 2018 bis 2024 war sie Professorin an der Bergischen Universität Wuppertal, seit 2024 an der Johann Wolfgang Goethe-Universität Frankfurt am Main.

## Werke (Auswahl)
- Lesen im Englischunterricht der Grundschule: Eine Vergleichsstudie zur Wirksamkeit zweier Lehrverfahren. Tübingen, 2013, Narr.